# La Solución Somos Todos (La Alianza)
La Solución Somos Todos (La Alianza) es una localidad del municipio de Paraíso ubicado en la subregión de la Chontalpa del estado mexicano de Tabasco.

## Geografía
La localidad se ubica a 10.8 kilómetros (en dirección noreste) de la localidad de Paraíso, la cabecera y lugar más poblado del municipio. Se sitúa en las coordenadas geográficas 18°19′53″N 93°08′12″O / 18.331389, -93.136667, a una elevación de 17 metros sobre el nivel del mar.

## Demografía
Según el Conteo de Población y Vivienda 2020, efectuado por el Instituto Nacional de Estadística y Geografía, la localidad de La Solución Somos Todos (La Alianza) tiene 68 habitantes, de los cuales 37 son del sexo masculino y 31 del sexo femenino. Su tasa de fecundidad es de 2.64 hijos por mujer y tiene 19 viviendas particulares habitadas.
| Gráfica de evolución demográfica de La Solución Somos Todos (La Alianza) entre 2000 y 2020 |
|                                                                                            |
| INEGI.                                                                                     |